# 肥前国庁跡

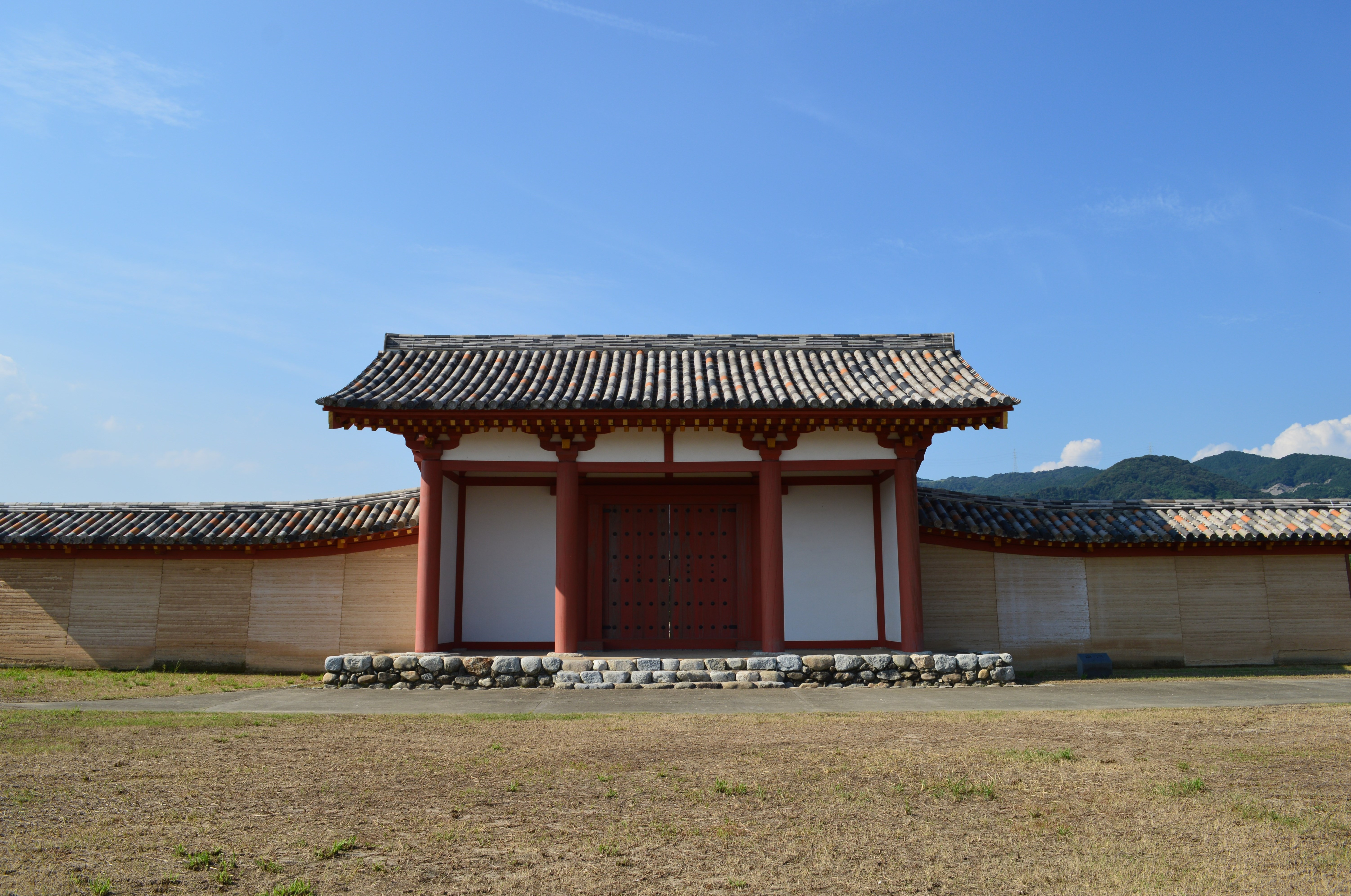
南門（復元）

肥前国庁跡（ひぜんこくちょうあと）・肥前国庁跡資料館は、佐賀県佐賀市大和町大字久池井に所在する、律令制下における地方行政機関の中心施設跡である。1989年（平成元年）9月22日、国の史跡に指定される。現在歴史公園として整備され、南門と築地塀の一部が復元されている。

## 発掘結果

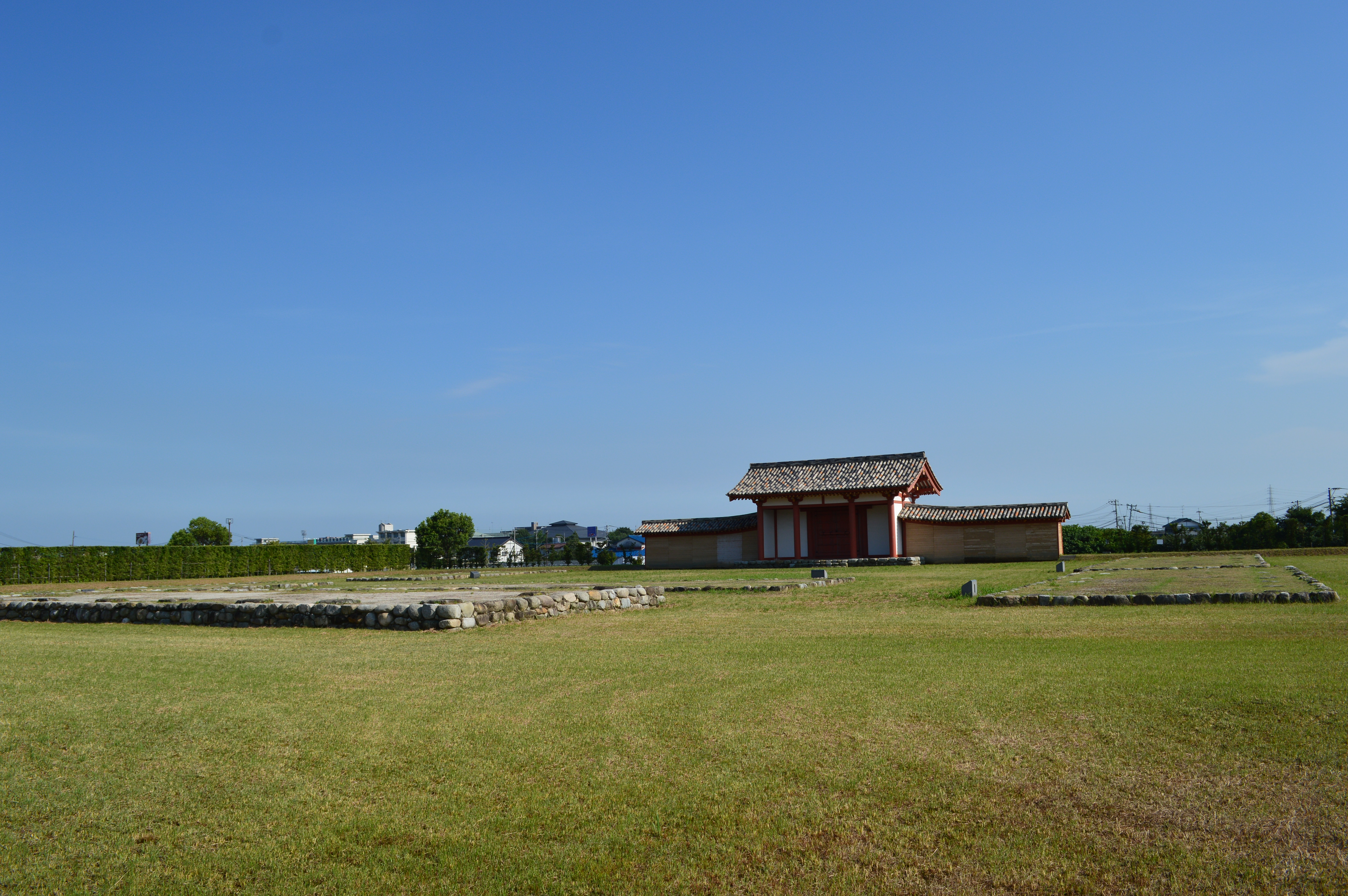
後殿側から南門を望む

本国庁跡は、確認調査により久池井字五本杉で確認された。規模は、南北104.5メートル、東西77.2メートルである。建物は南北中軸線（約7度西に傾く）上に南から南門、前殿、正殿、後殿が並び、前殿の東西両側に各々2軒の脇殿が配置されている。また、正殿の左右に廊が取り付けられて、郭内を南北に二分している。南門は築地を内側にやや引いて八御門にしている。建物規模は前殿・後殿が7間×2間、正殿も同じ大きさで、これに各1間の4面廂がつき、9間×4間、脇殿は4棟とも7間×2間である。建て替えは前殿、後殿、脇殿がそれぞれ1回ずつ行われている。正殿と回廊は建て替えが認められないのは、後期に掘立柱建物から礎石建ちに変更されたためか。しかし、礎石は見つかっていない。南門は2回建て替えられ、礎石が一部残っている。建て替えは大きく前期・後期の二期に分かれるが、両期を通じて建物の規模や配置には基本的に変更なかったようである。
国庁築成時期は、出土した須恵器、土師器、多量の瓦などから、8世紀前半と推定されている。

## 国府
国府について、『肥前国風土記』には記録がない。『和名抄』に「乎岐国府」（おぎ）とある。しかし、奈良時代には久池井に置かれていたので移転したとも考えられるが、藩政時代には当時国府の置かれていた所まで含む川上村が小城支藩の領地だったとする記録があるなど、明らかになっていない。
西海道肥前路の官道に佐嘉駅が肥前国府南に置かれていたとされる。肥前路は、大宰府から南下した後西に折れて佐賀平野を肥前国府まで走る短い駅路である。西海道はここを通って途中松浦郡と杵島郡に分かれ島原半島南端まで駅家が設置され、大宰府まで駅馬が運んでいた。